# Алга (Алгинська сільська рада)
Алга́ (рос. Алга, башк. Алға) — присілок у складі Давлекановського району Башкортостану, Росія. Адміністративний центр Алгинської сільської ради.
Населення — 295 осіб (2010; 293 в 2002).
Національний склад:
- башкири — 94 %